# 墨子巡天望远镜
广域巡天望远镜（别称墨子巡天望远镜，简称WFST，Wide Field Survey Telescope）是中国科学技术大学与紫金山天文台联合研制的图像观测望远镜,位于中国青海赛什腾山天文台，启用时间2023年9月17日。首光获取了仙女座星系及其外围区域的多色图像，将提升时域天文研究能力。
该望远镜主镜口径2.5米，配备7平方视场（FOV）的主焦相机，专为宽3°范围设计，通光面积大、杂散光少，系统探测灵敏度高，具备强大的巡天能力，能够每三个晚上巡测整个北天球一次。凭借大气畸变校正器，其光学设计保证了均匀且无畸变的图像质量，点源的 80% 能量在整个视场内落在 0.4 角秒内。图像质量保持在 u、g、r、i、z 和 w 波段。
这架望远镜以中国古代哲学家和光学先驱墨子的名字命名，位于青藏高原青海省冷湖镇附近，海拔4200米。